# Bagus Kahfi
Amiruddin Bagus Kahfi Alfikri Zainuddin (Magelang, 16 januari 2002) is een Indonesisch voetballer die doorgaans als aanvaller (centrumspits) speelt. Zijn tweelingbroer Bagas Kaffa is eveneens profvoetballer.

## Clubcarrière

### FC Utrecht
Door zijn prestaties bij onder meer de nationale jeugdefltallen van Indonesië tekende Kahfi in februari 2021 na maanden speculeren een contract voor anderhalf seizoen bij FC Utrecht. Het contract bevatte tevens een optie voor twee extra seizoen. Hij begon bij de Utrechtse club als negentienjarige als dispensatiespeler bij FC Utrecht onder 18. Met Kahfi haalde FC Utrecht een serieuze naam uit Indonesië binnen. Het volgersaantal op het Instagram-profiel van de club steeg fors en sinds de transfer van Kahfi trokken de livestreams van Jong FC Utrecht meer kijkers dan die van het eerste elftal.
In de voorbereiding op het seizoen 2021/22 maakte Kahfi diverse minuten voor Jong FC Utrecht. Vervolgens maakte hij op 27 augustus 2021 zijn officiële debuut voor Jong FC Utrecht in de Eerste divise. In de met 3–0 gewonnen wedstrijd tegen Telstar verving hij in minuut 87 Nick Venema. De wedstrijd werd gewonnen met 3–0. Op 24 april 2022 maakte hij zijn tweede en tevens laatste opwachting. In het 1–1 gelijkspel tegen ADO Den Haag kwam hij in minuut 86 in het veld voor Kjeld van den Hoek.
Eind maart 2022 werd bekend dat FC Utrecht de optie in het contract van Kahfi niet zou gaan gebruiken. Hierdoor kwam er na anderhalf seizoen een einde aan de samenwerking. In anderhalf seizoen zat Kahfi naast zijn twee optredens zo'n vijf keer bij de wedstrijdselectie van Jong FC Utrecht.

### Asteras Tripolis
In de zomer van 2022 werd duidelijk dat Kahfi een eenjarig contract zou ondertekenen bij het Griekse Asteras Tripolis. Na de eerste paar speelrondes zat hij echter nog geen enkele keer bij de wedstrijdselectie, wat via social media Indonesische fans onrustig maakte gezien de afname op zijn kans voor het Indonesisch voetbalelftal. Mede door een zware blessure zat Kahfi op 12 maart 2023 in de laatste speelronde van de reguliere competitie voor het eerst bij de wedstrijdselectie van het eerste elftal. Vervolgens zat hij  in de play-offs op 18 maart 2023 wederom bij de wedstrijdselectie, maar tot verdere plaatsen in de wedstrijdselectie of tot een officieel debuut kwam het niet.

## Clubstatistieken

### Beloften
| Seizoen                   | Club            | Competitie      | Competitie | Competitie | Overig | Overig | Totaal | Totaal |
| Seizoen                   | Club            | Competitie      | Wed.       | Dlp.       | Wed.   | Dlp.   | Wed.   | Dlp.   |
| ------------------------- | --------------- | --------------- | ---------- | ---------- | ------ | ------ | ------ | ------ |
| 2021/22                   | Jong FC Utrecht | Eerste divisie  | 2          | 0          | 0      | 0      | 2      | 0      |
| Carrière totaal           | Carrière totaal | Carrière totaal | 2          | 0          | 0      | 0      | 2      | 0      |
| Bijgewerkt op 17 mei 2023 |                 |                 |            |            |        |        |        |        |

### Senioren
| Seizoen                   | Club             | Competitie      | Competitie | Competitie | Beker | Beker | Internationaal | Internationaal | Overig | Overig | Totaal | Totaal |
| Seizoen                   | Club             | Competitie      | Wed.       | Dlp.       | Wed.  | Dlp.  | Wed.           | Dlp.           | Wed.   | Dlp.   | Wed.   | Dlp.   |
| ------------------------- | ---------------- | --------------- | ---------- | ---------- | ----- | ----- | -------------- | -------------- | ------ | ------ | ------ | ------ |
| 2022/23                   | Asteras Tripolis | Super League    | 0          | 0          | 0     | 0     | –              | –              | 0      | 0      | 0      | 0      |
| Carrière totaal           | Carrière totaal  | Carrière totaal | 0          | 0          | 0     | 0     | –              | –              | 0      | 0      | 0      | 0      |
| Bijgewerkt op 17 mei 2023 |                  |                 |            |            |       |       |                |                |        |        |        |        |

## Interlandcarrière
Kahfi speelde met verschillende jeugdelftallen van Indonesië op eindtoernooien. Zo won hij met Indonesië onder 16 in 2018 de AFF U16 Cup. In 2019 werd Kahfi met Indonesië onder 19 derde op de AFF U19 Cup. Op beide toernooien werd hij opscorer. Door het gebrek aan volledige informatie zijn statistieken omtrent de interlandcarrière van Kahfi in de infobox gebaseerd op de Engelstalige Wikipedia-pagina. De tot zover bekende informatie schetst in ieder geval een vergelijkbaar beeld van zijn prestaties.